# KCRY
Koordinaten: 35° 7′ 20″ N, 118° 12′ 25″ W
KCRY ist ein US-amerikanischer Hörfunksender aus Mojave im US-Bundesstaat Kalifornien. Der Radiosender überträgt das Programm von KCRW-FM aus Santa Monica. Eigentümer und Betreiber ist das Santa Monica College aus Santa Monica. Das Programm ist auf der UKW-Frequenz 88,1 MHz zu empfangen.